# Audea hemihyala
Audea hemihyala är en fjärilsart som beskrevs av Karsch 1896. Audea hemihyala ingår i släktet Audea och familjen nattflyn. Inga underarter finns listade i Catalogue of Life.

## Bildgalleri

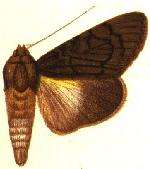